# Ancylomenes holthuisi
Crevette nettoyeuse de Holthuis
Espèce
Ancylomenes holthuisi est une espèce de crevette qui appartient à la famille des Palaemonidés. Cette crevette se rencontre dans les eaux tropicales de la zone Indo-Ouest Pacifique. Elle vit en association avec des anémones de mer et est une crevette nettoyeuse.

## Répartition
Cette crevette est largement répartie dans l'ouest du Bassin Indo-Pacifique. On la rencontre en Jordanie, à Zanzibar, aux Maldives, au Sri Lanka, en Malaisie, à Singapour, au Vietnam, aux Philippines, dans le sud de la mer de Chine méridionale, à Hong Kong, en Indonésie, en Papouasie-Nouvelle-Guinée, en Nouvelle-Calédonie, dans les îles Carolines et les îles Marshall.

## Description

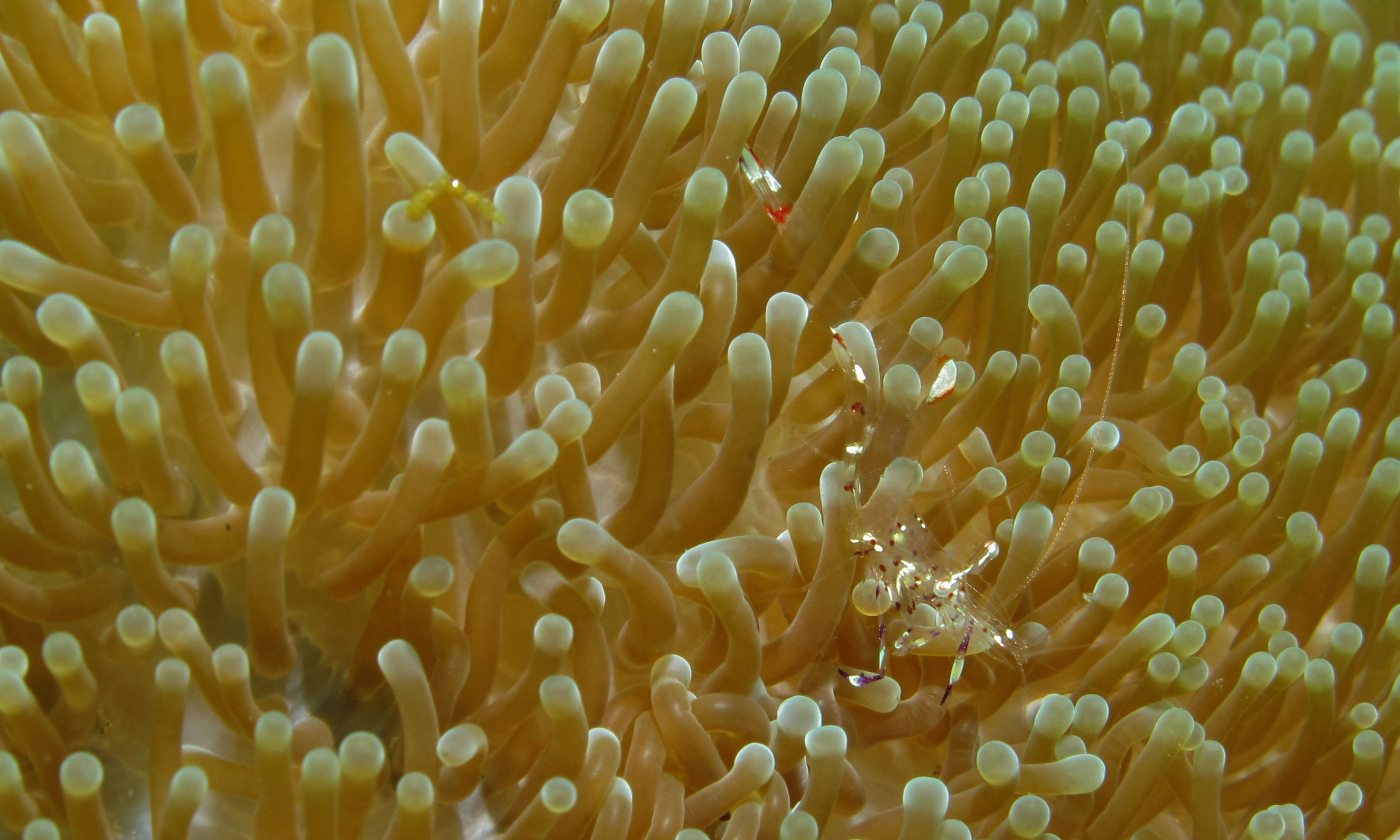
Ancylomenes holthuisi (quasi transparente) dans son anémone (Sulawesi, Indonésie)